# 그로세스 피셔호른
그로세스 피셔호른(독일어: Grosses Fiescherhorn)은 묀히와 핀스터아어호른의 중간인 베른과 발레발레(ValaisValais) 사이의 경계에 위치한 베른 알프스의 산봉우리이다. 해발 4,049m에서 정상은 남쪽으로 약간 낮은 힌터레스 피셔호른(Hinteres Fiescherhorn, 4,025m)과 클라이네스 피셔호른(Kleines Fiescherhorn, 오크라고도 불리는 일명 황소, 3,895m) 동쪽. 북쪽에서 둘 다 다른 산봉우리 뒤에 잘 숨겨져 있으며, 그린델발트(1,095m)의 이쉬(Isch)에서만 볼 수 있다. 산은 그린델발트와 피셔탈 시정촌 간에 공유된다.
등반은 일반적으로 다음 세 가지 인기 있는 루트 중 하나에서 이루어진다. 하나는 묀히스요흐 산장에서 시작하고, 하나는 콘코르디아 산장에서, 세 번째는 핀스터아어호른 산장에서 시작한다.

## 등반사
정상은 1862년 7월 23일 HB 조지(George)와 아돌푸스 워버튼 무어(Adolphus Warburton Moore)가 가이드 크리스찬 알머(Christian Almer)와 울리히 카우프만(Ulrich Kaufmann)과 함께 처음 도달했다. 그들은 지금의 정상적인 루트인 남서쪽 능선을 이용했다.
산의 북쪽은 1926년에 처음 등정되었다. 8월 13일 W. 암스투츠(Amstutz)와 P. 폰 슈마허(von Schumacher)는 피셔반트(Fiescherwand)의 북쪽 경계인 북쪽 능선을 통해 15시간 동안 등정하여 정상에 도달했다.
피셔반트의 첫 번째 직접 등정은 W. 벨첸바흐(Welzenbach)와 H. 틸만(Tillmann)에 의해 1930년에 이루어졌다. 벨첸바흐는 피셔반트의 등반이 불가능하다는 당대의 일반적인 생각에 이의를 제기한 전문 등반가였다. 전년도인 1929년에 벨첸바흐와 틸만은 단 8.5시간 만에 북쪽 능선을 등반했다. 이듬해 그들은 1930년 9월 5일 아침에 피셔반트 등반을 시작하여 정상까지 직행하는 노선을 이용했다. 그들은 12시간의 등반 끝에 그날 저녁 정상에 도달했다.